# پادگان نظامی نوده
پادگان نظامی نوده یک منطقهٔ مسکونی در ایران است که در شهرستان آزادشهر واقع شده‌است. پادگان نظامی نوده ۹۸ نفر جمعیت دارد.